# Hacienda Nápolés
Hacienda Nápoles (hiszpańska „Posiadłość Napoles”) – luksusowa posiadłość wybudowana i należąca do kolumbijskiego barona narkotykowego Pabla Escobara w miejscowości Puerto Triunfo, w departamencie Antioquia, około 150 km na wschód od Medellín i 249 km na północny zachód od Bogoty. Posiadłość zajmowała powierzchnię około 20 km². Po śmierci Escobara w 1993 r. wiele budynków w posiadłości zostało zburzonych lub przerobionych do innego użytku.

## Historia

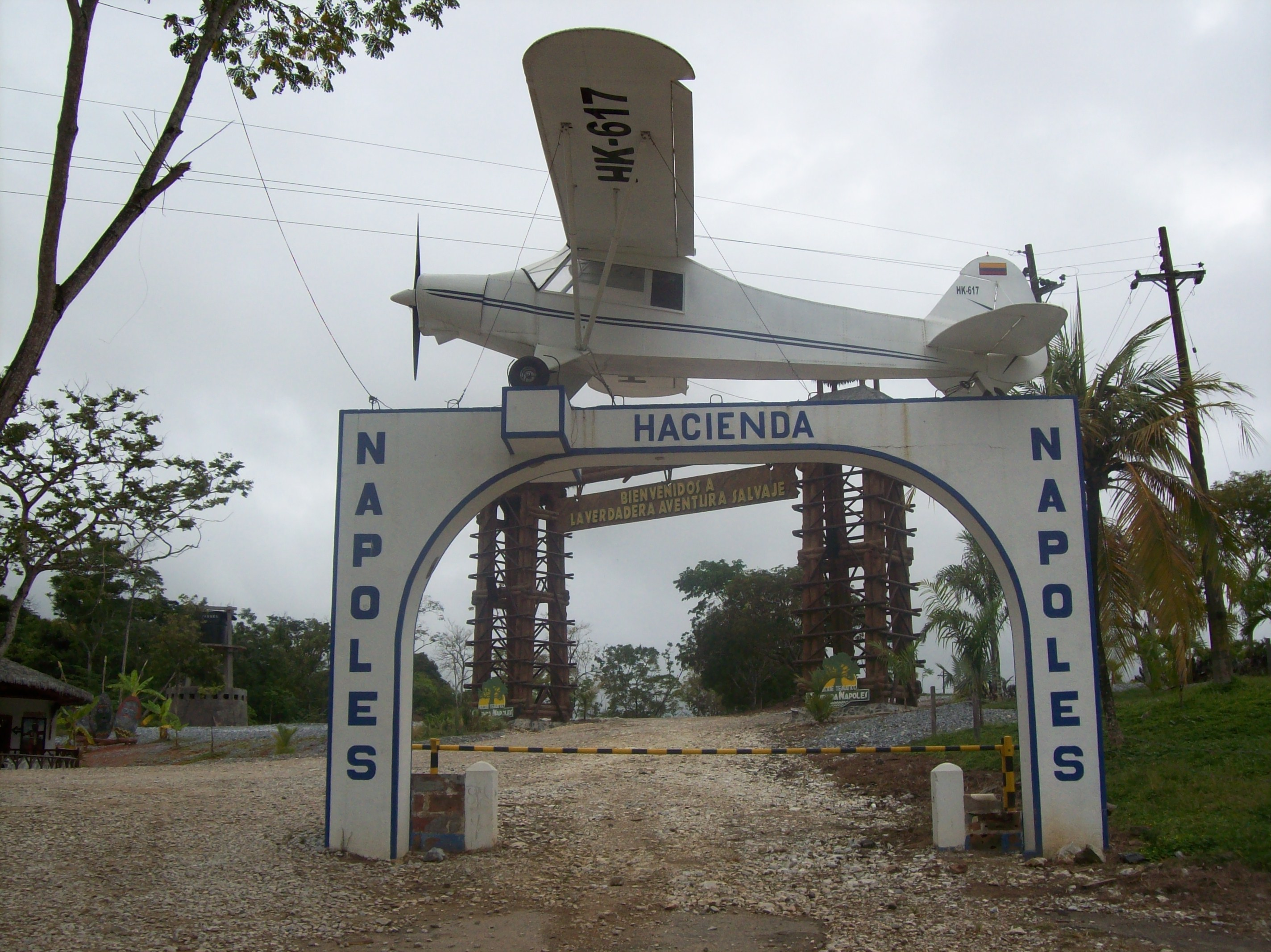
Główny wjazd

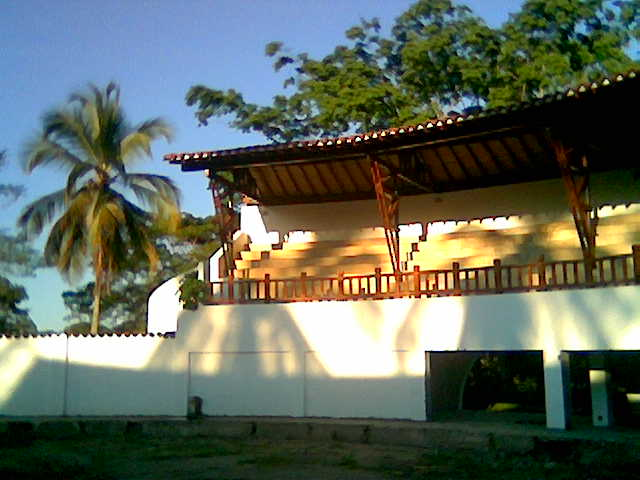
Prywatna arena walk byków Haciendy Nápoles

W skład posiadłości wchodził hiszpański dom kolonialny, park z rzeźbami i zoo, w którym można było znaleźć wiele gatunków zwierząt z różnych kontynentów, takie jak antylopy, słonie, egzotyczne ptaki, żyrafy, hipopotamy, strusie i kucyki. Ranczo chwaliło się także dużym zbiorem starych i luksusowych aut i motocykli, prywatnym lotniskiem, areną walk byków, a nawet torem gokartowym. Na bramie głównego wjazdu do posiadłości umieszczono replikę samolotu PA-18 Super Cub o (numerze bocznym HK-617-P), którym Escobar przemycił po raz pierwszy kokainę do USA.
Po śmierci Escobara w 1993 roku jego rodzina rozpoczęła walkę prawną z rządem Kolumbii o zarządzanie posiadłością. Rząd wygrał i obecnie nieruchomość jest zarządzana przez Gminę Puerto Triunfo. Koszt utrzymania zoo był za duży dla rządu, więc podjęto decyzję o przekazaniu większości zwierząt do kolumbijskich i zagranicznych ogrodów zoologicznych.
Innymi oryginalnymi rzeczami na terenie posiadłości były figury dinozaurów zbudowane z kości oraz rzeźby prehistorycznych zwierząt (takich jak np. mamut), na które mogły wspinać się dzieci, jak również pojazdy wojskowe i gigantyczne rzeźby dłoni.

## Obecne czasy
We wrześniu 2006 roku pojawiły się pogłoski o budowie muzeum o Pablo Escobarze, więzieniu i lunaparku. Więzienie jest obecnie w trakcie budowy, a park dinozaurów został przywrócony do użyteczności.
Do listopada 2006 roku cała nieruchomość przeszła na własność rządu i została wyceniona na 5 mld pesos (około 2,23 milionów USD).
W zoo posiadłości ciągle przebywają bizony, rzadkie kozy, jeden struś i zebry. Hipopotamy Escobara uciekły i stały się dzikimi zwierzętami, żyjącymi w przynajmniej czterech okolicznych jeziorach i rozprzestrzeniając się w lokalnych rzekach. Kontakty pomiędzy hipopotamami i lokalnymi rybakami doprowadziły do rozmów władz nad potrzebą ograniczenia ich populacji. Do roku 2011 na wolności znajdowało się przynajmniej 30 hipopotamów. Dla większości z nich trudno znaleźć zoo, do którego mogłyby zostać przeniesione. Podobno kolejne 40 hipopotamów znajduje się na terenie samej posiadłości. Od czerwca 2014 roku maskotką parku jest hipopotam o imieniu Vanessa (reaguje na swoje imię)
W 2014 roku na terenie posiadłości działał park tematyczny „Park Jurajski”, który został wynajęty prywatnemu przedsiębiorstwu. „Park Tematyczny Hacienda Nápoles” oferuje park wodny, safari z przewodnikiem, akwaria i replikę jaskini Cueva de los Guácharos. W kwietniu 2014 roku całodniowy bilet do parku kosztował 32 tys. pesos (około 15 dolarów). Muzeum Escobara, jego spalone auta i porzucone „ruiny” domu są cały czas dostępne publicznie.